# Polícia (canção)
"Polícia" é uma canção da banda brasileira de rock Titãs, presente no terceiro disco da banda, Cabeça Dinossauro, de 1986.
O primeiro take do vocal principal da faixa, cantado por Sérgio Britto, foi o escolhido para a versão final da canção, apesar de ele querer gravar uma segunda tentativa - segundo ele, enquanto trabalhava, o produtor Liminha conversava sobre pesca submarina com Evandro Mesquita, o que o deixou nervoso, mas seus colegas o convenceram a ficar com a versão inicial.
Além disso, ele teve apenas três minutos para gravar sua parte. Originalmente, ninguém queria assumir os vocais da faixa, que o guitarrista Tony Bellotto escreveu tendo em Paulo Miklos em mente. Na verdade, os membros sequer acharam que "Polícia" tinha potencial num primeiro momento. Como Sérgio só havia cantado em outras duas canções ("AA UU" e "Homem Primata"), acabou ficando com esta.
Na época do lançamento do disco, Tony afirmou que seria "ingenuidade" achar que um país não precisa da polícia para combater assaltantes, ladrões e assassinos, mas que acreditava não precisar de polícia na sua vida no momento em que foi preso por porte de heroína - episódio que inspirou a faixa.

## Faixas do Single
12" (WEA 1029 - Promo nº 39)
| Lado A |                                  |                |         |  |
| N.º    | Título                           | Compositor(es) | Duração |  |
| 1.     | "Polícia"                        | T. Bellotto    | 2:07    |  |
| 2.     | "O Que" (Remix - Extended Remix) | A. Antunes     | 6:40    |  |

| Lado B         |                                 |                |         |  |
| N.º            | Título                          | Compositor(es) | Duração |  |
| 3.             | "O Que" (Remix - Radio Version) | A. Antunes     | 4:30    |  |
| 4.             | "O Que" (Remix - Is It a Dub?)  | A. Antunes     | 4:20    |  |
| Duração total: | Duração total:                  | Duração total: | 17:37   |  |

## Trilhas-sonoras
A música faz parte da trilha sonora do filme Tropa de Elite, de 2007.
Recentemente, integra a trilha sonora do filme " Uma quase dupla", de 2018.

## Covers
- Em 1999, a banda de rap Jigaboo utilizou os versos do refrão na canção "Corre Corre", presente no álbum As Aparências Enganam.
- A banda brasileira Sepultura gravou uma versão da canção, que apareceu nos álbuns Blood-Rooted (1997), Under a Pale Grey Sky (2002) e na edição brasileira do Chaos A.D.. Foi também a música-tema do seriado policial Força-Tarefa, da Rede Globo.